# Bergaholms gravfält

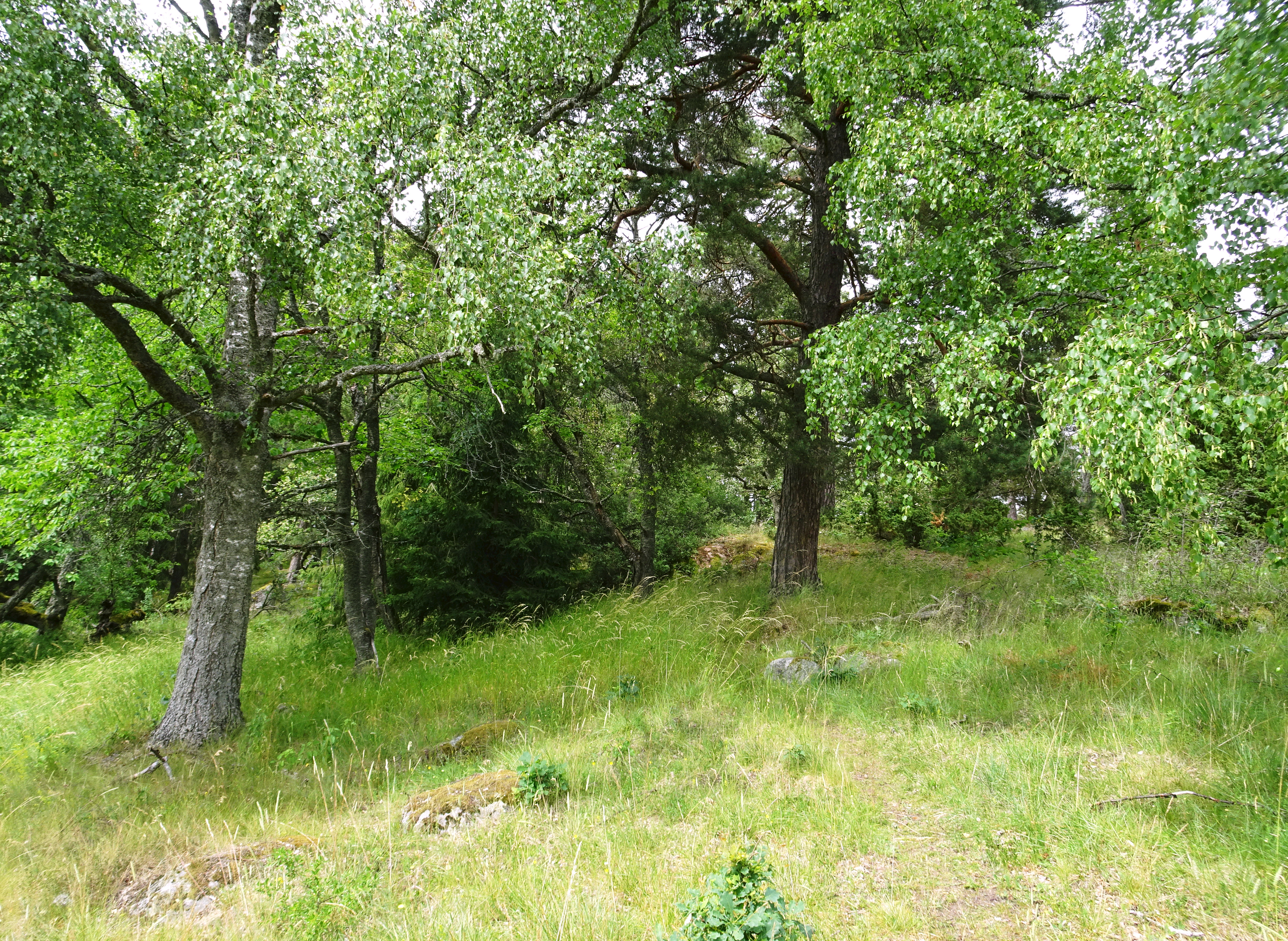
Bergaholms västra gravfält, juni 2020.

Bergaholms gravfält består av två områden belägna väster och öster om gården Bergaholm i Salems kommun. Det västra (RAÄ-nummer:Salem 224:1) härrör från järnåldern och är med 174 lämningar ett av kommunens största. Här står även Bergaholmsstenen, en välbevarad runsten från 1000-talet. Öster om Bergaholm finns ytterligare ett större gravfält (RAÄ-nummer: Salem 236:1) bestående av 125 fornlämningar.

## Beskrivning

### Västra gravfältet
- Koordinater: 59°13′59″N 17°42′22″Ö / 59.23306°N 17.70611°Ö

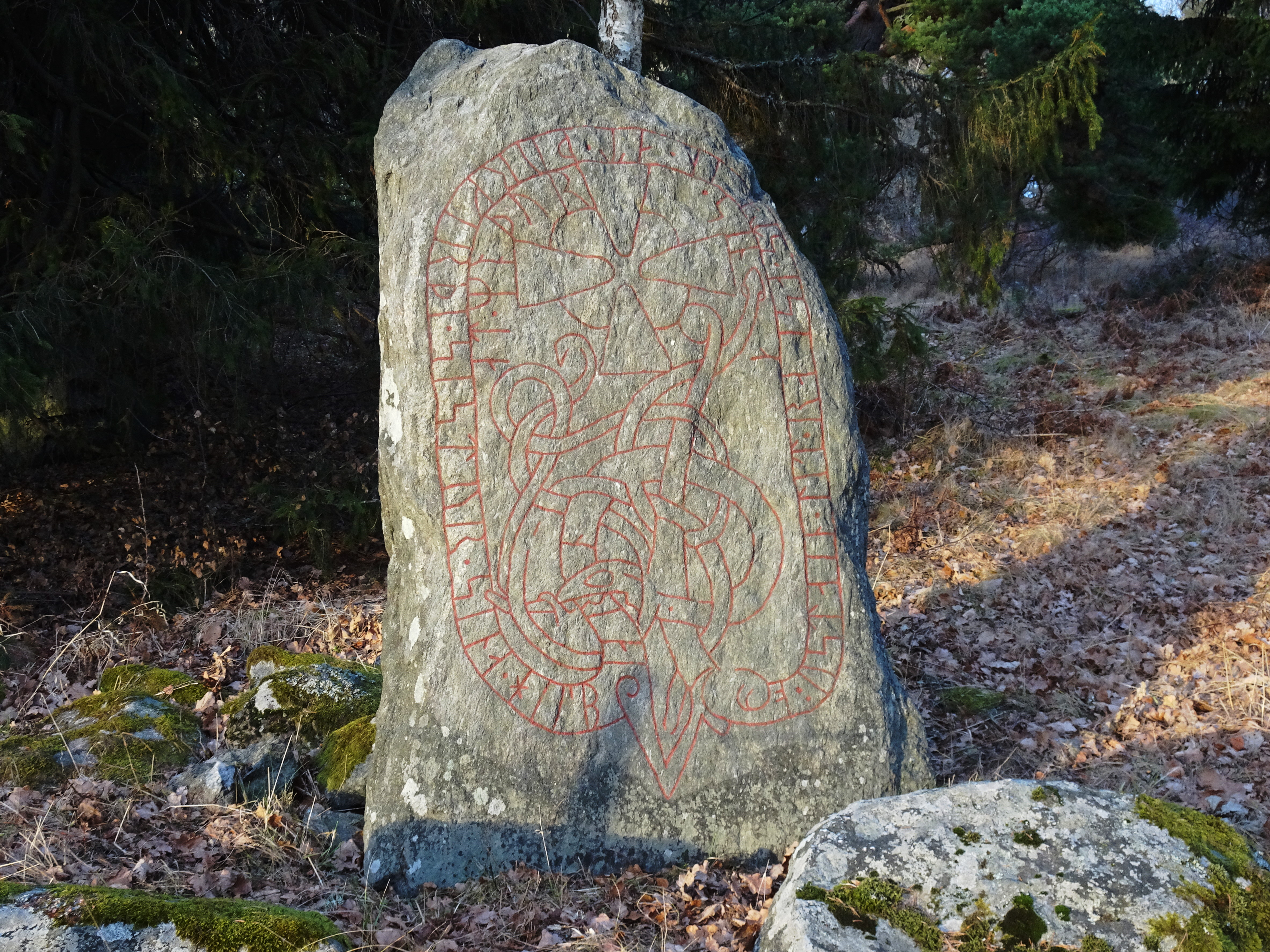
Bergaholmsstenen.

I den ekbevuxna södersluttning av Sofiaberget, direkt väster om gården Bergaholm utbreder sig ett stort gravfält från järnåldern. Det har en utbredning om 305 meters bredd och 70 till 245 meters längd. I söder begränsas området av dagens Bergaholmsvägen vars föregångare var Göta landsväg och Riksväg 1, gamla landsvägen mellan Stockholm och Södertälje.
Inom formlämningsområdet finns totalt 174 lämningar bestående av 13 högar, 125 runda stensättningar, 10 rektangulära stensättningar, 6 kvadratiska, 5 tresidiga och en skeppsformig stensättning, en rektangulär och en triangulär stenkrets, 11 resta stenar samt en runsten kallad Bergaholmsstenen med signum Sö 302 (RAÄ-nummer: Salem 531). 
De äldsta gravarna ligger i Sofiabergets övre del och består av ett 20-tal kvadratiska, tresidiga och runda gravar av hoplagd sten. Möjligen hörde gravfältet till Bergholms ursprungliga gård som hette Berga och försvann redan under medeltiden.
I sluttningen finns även lämningar från nyare tid. Det rör sig om bostadslängan ”Kupan” som beboddes av två lantarbetarfamiljer vid Bergaholm. Längan uppfördes på 1800-talet och revs i början av 1940-talet. Tegelrester och syrenbuskar påminner om den tidigare bebyggelsen.

### Östra gravfältet
- Koordinater: 59°13′57″N 17°42′58″Ö / 59.23250°N 17.71611°Ö

Bergolms östra gravfält ligger ungefär 370 meter öster om Bergaholms huvudbyggnad.  Gravfältet har en utbredning om cirka 230 x 100 meter i nord-sydlig riktning och består av 125 fornlämningar. Dessa utgöras av 73 runda stensättningar, en kvadratisk stensättning, en rektangulär stensättning samt omkring 50 resta stenar varav två är kullfallna. De 50 resta stenarna markerar gravgömmor och är typiska för äldre järnåldern.  Gravarna är inte undersökta. Genom gravfältet leder Bornsjöns natur- och kulturstig. I närheten finns ett gammalt stenbrott där gatsten och makadam bröts för Stockholms gator.

## Bilder

Västra Bergaholms gravfält
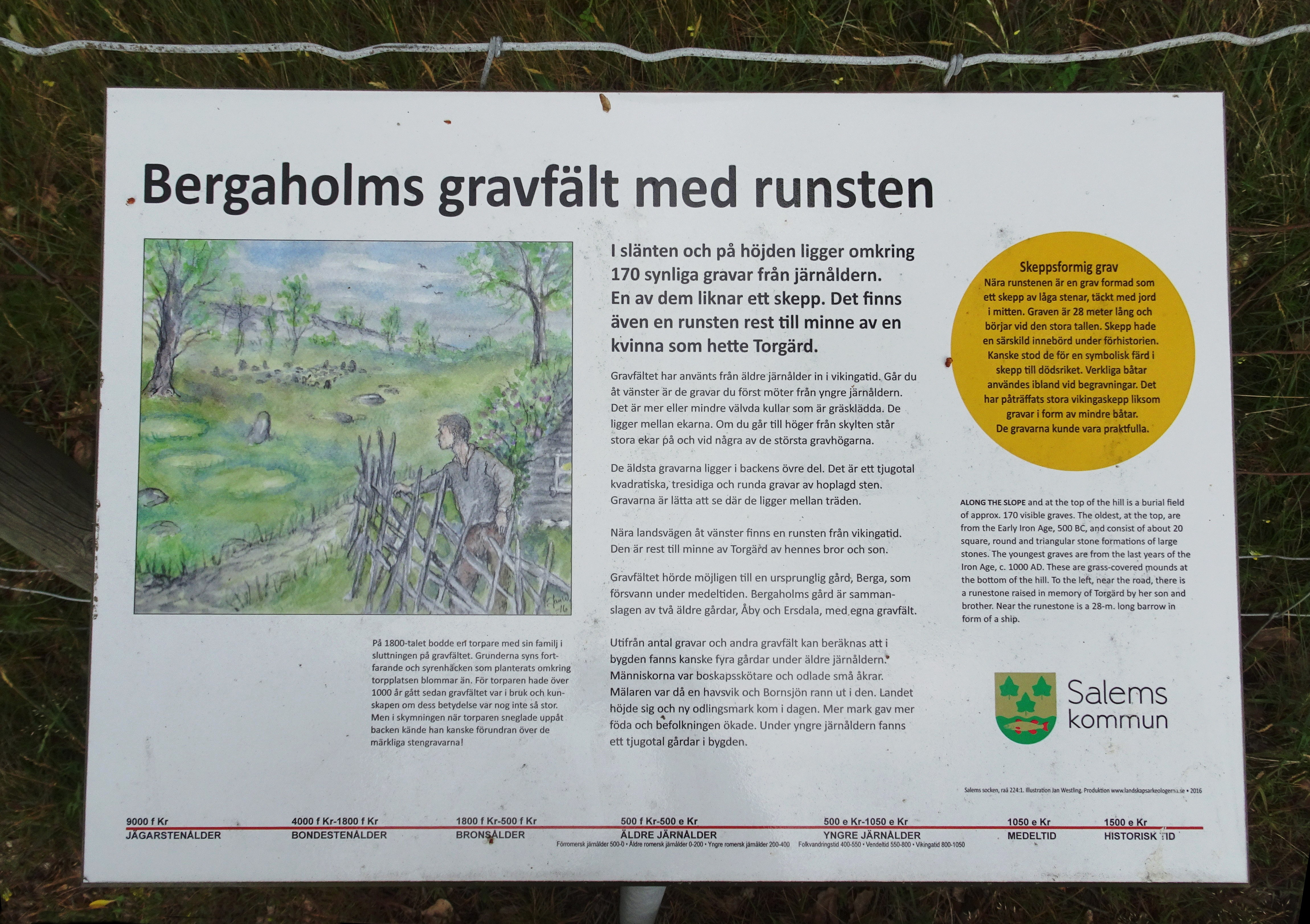
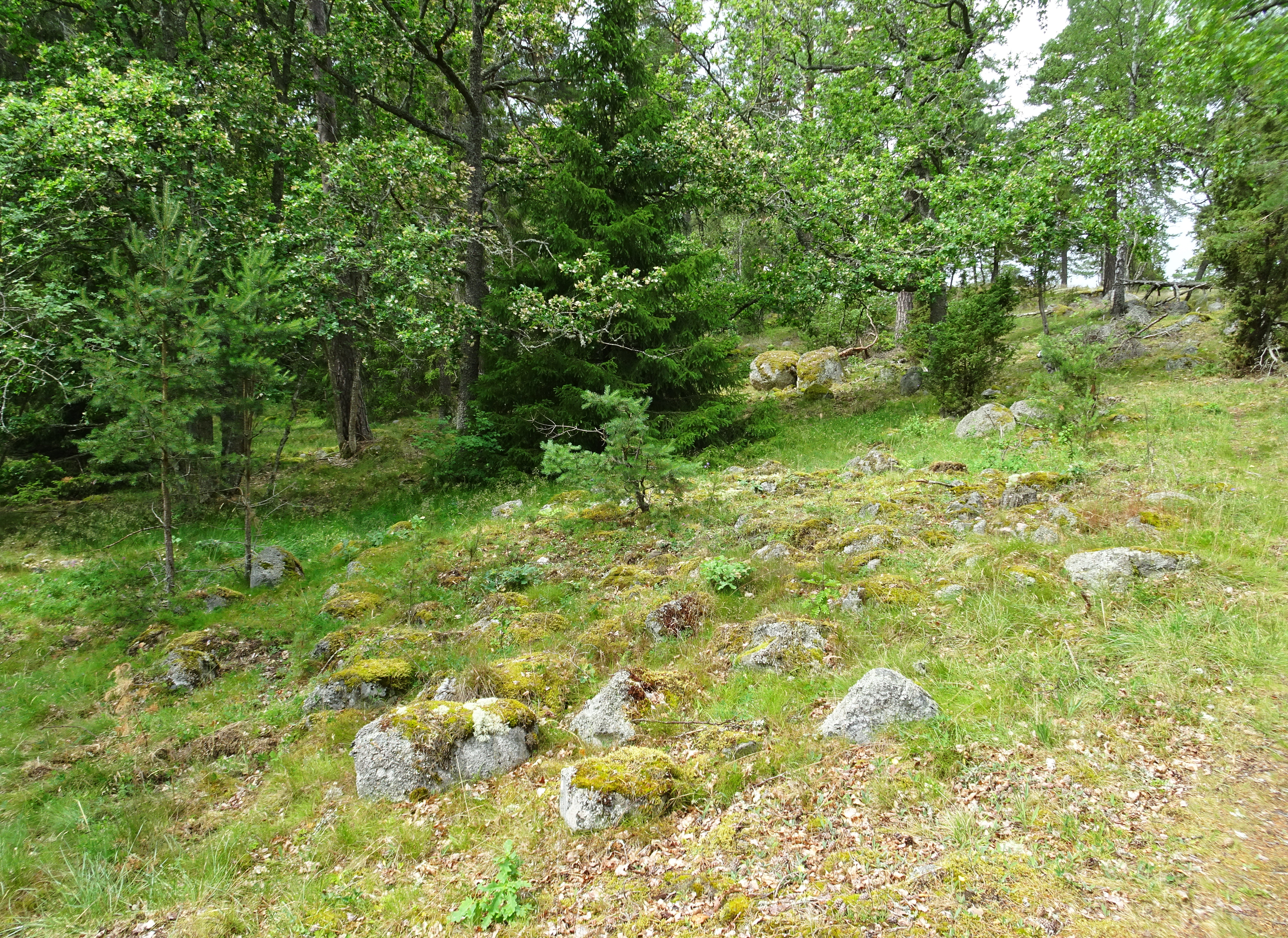
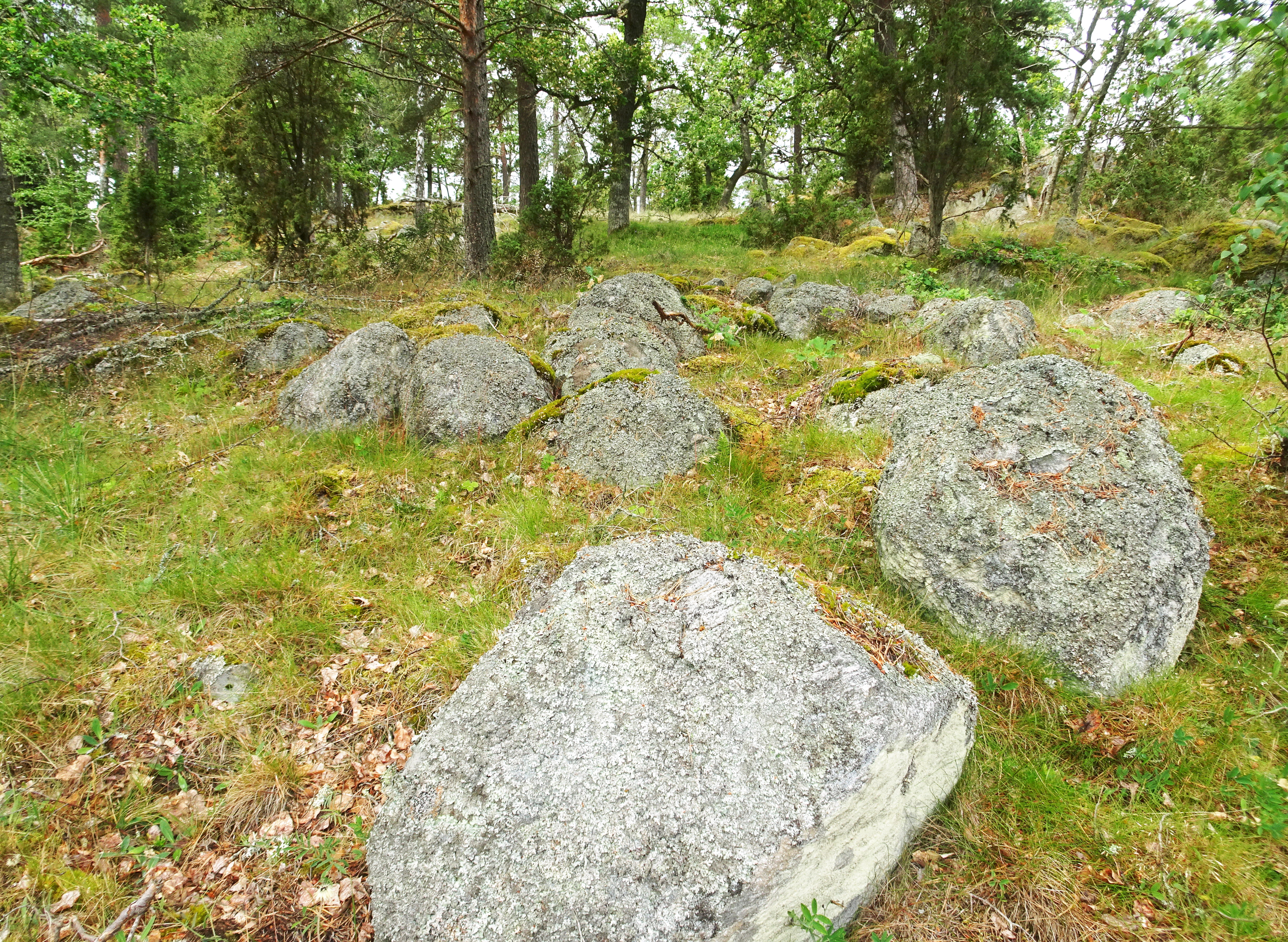
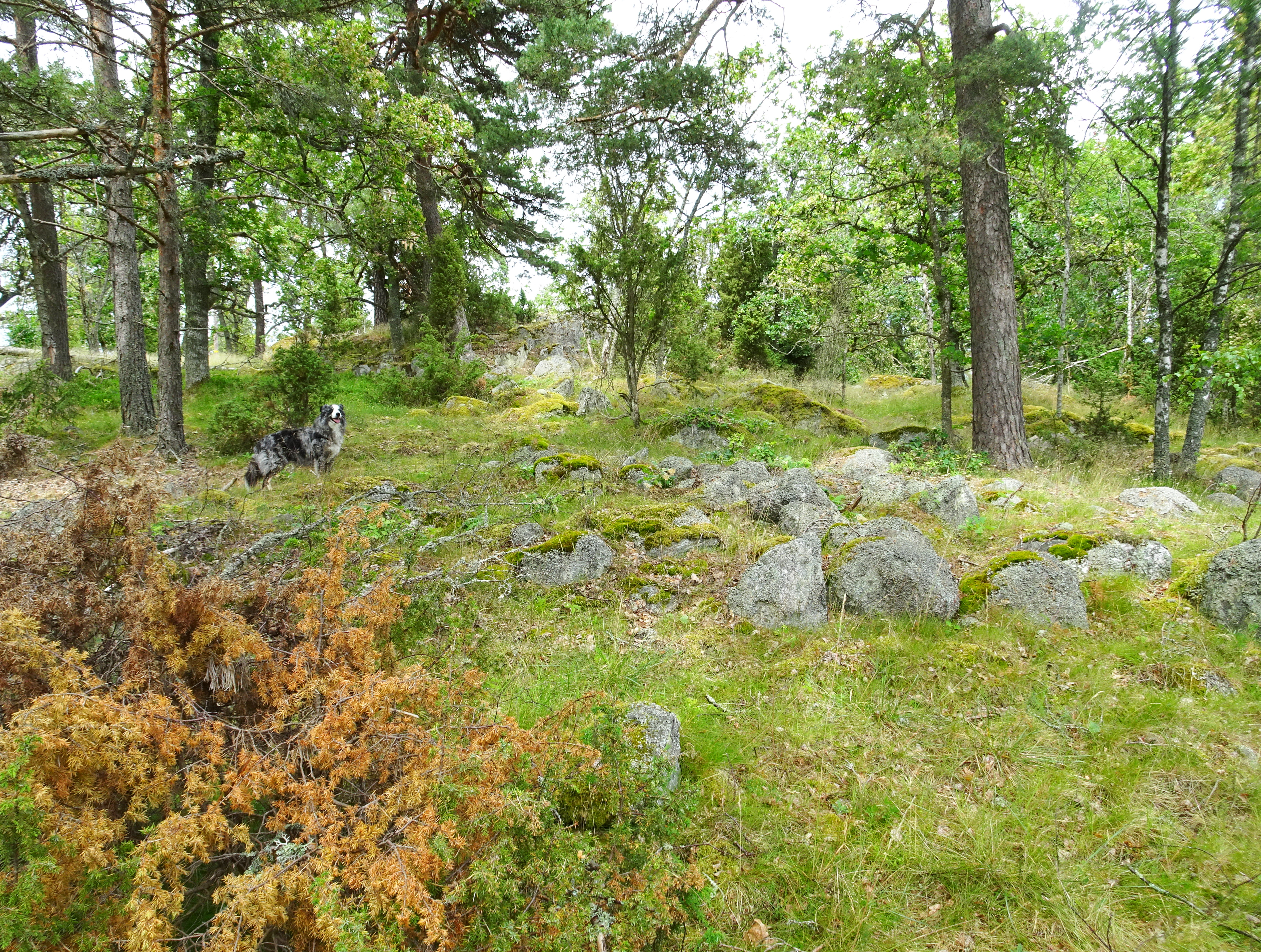

Östra Bergaholms gravfält
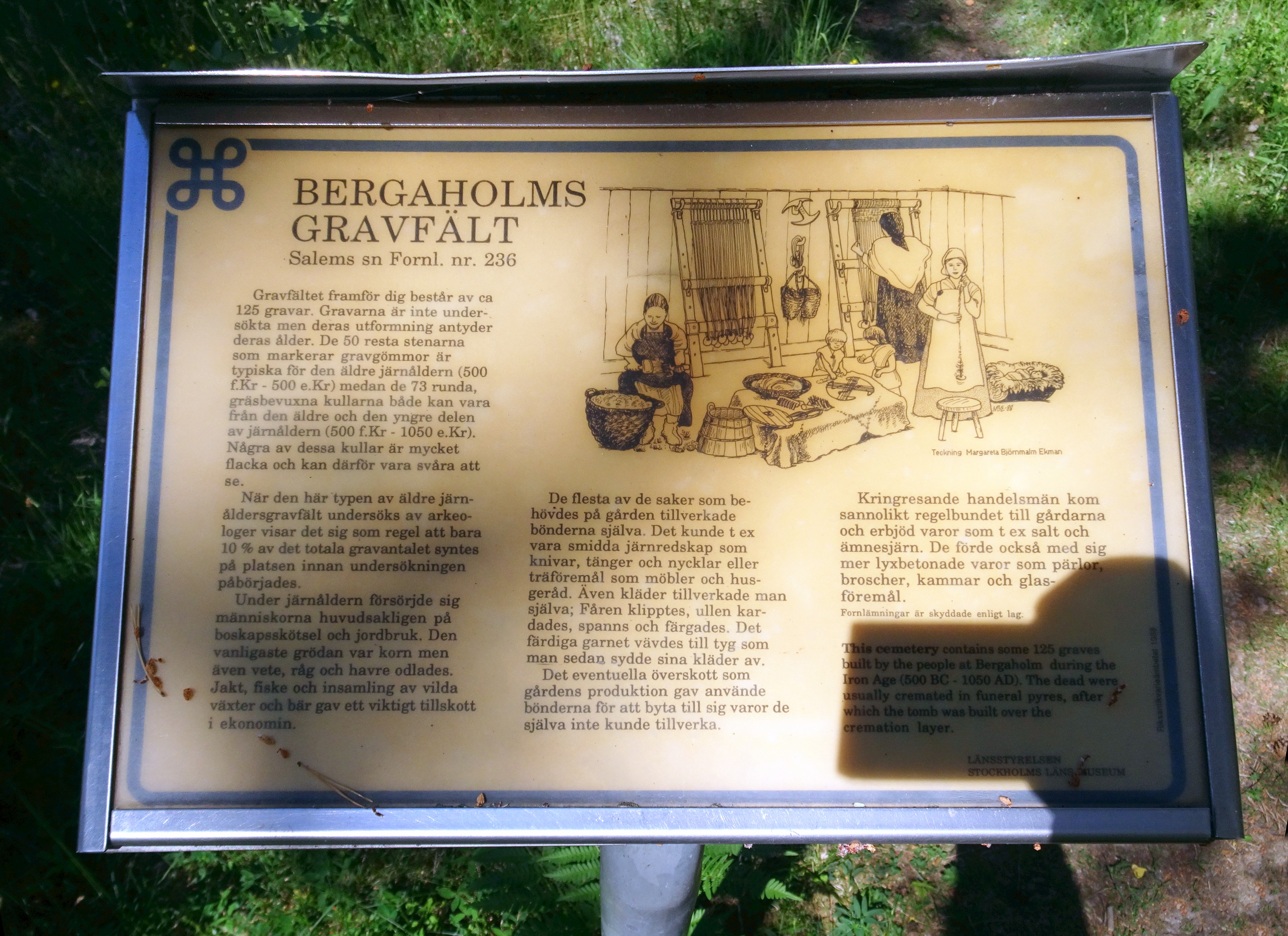
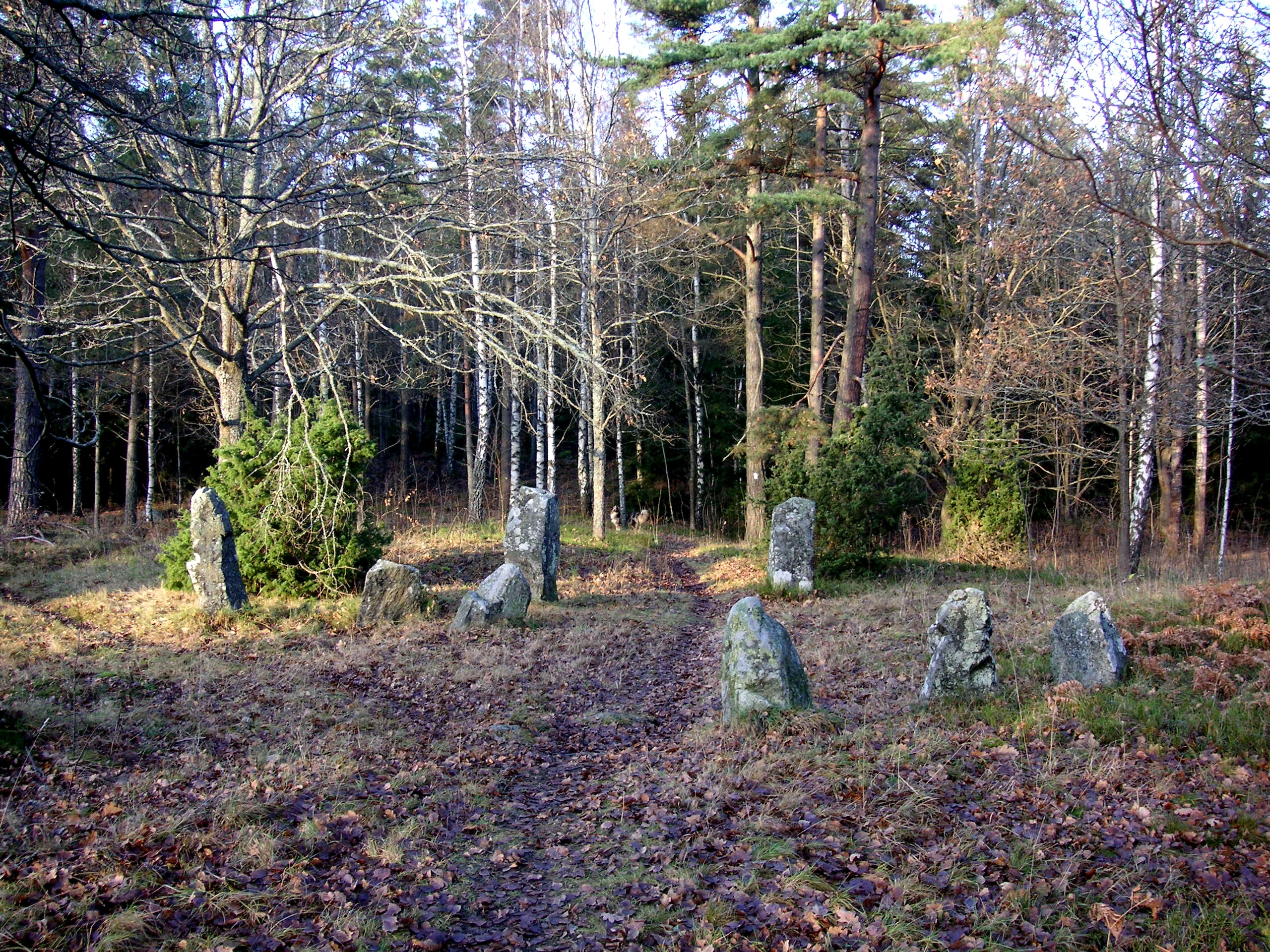
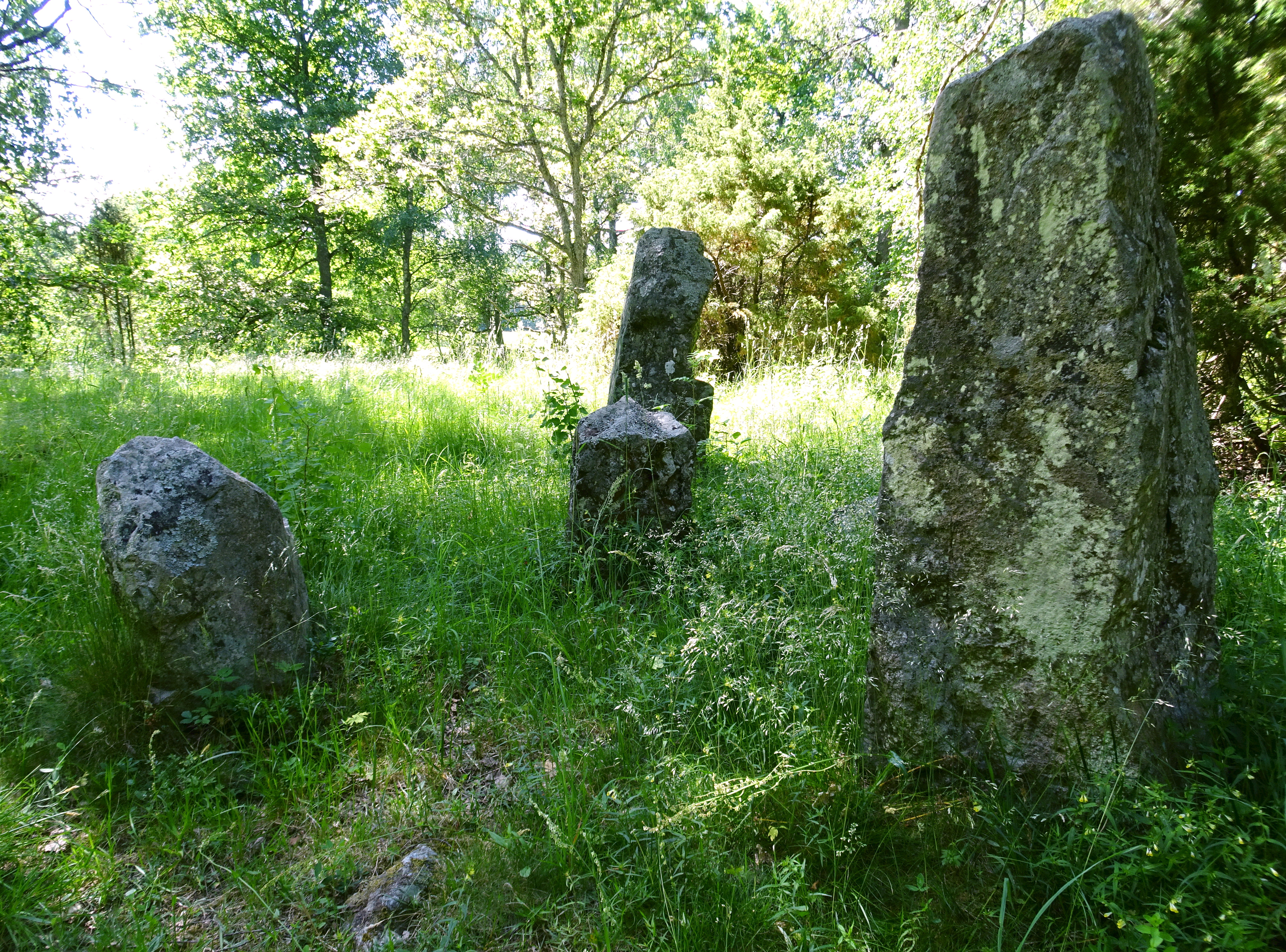
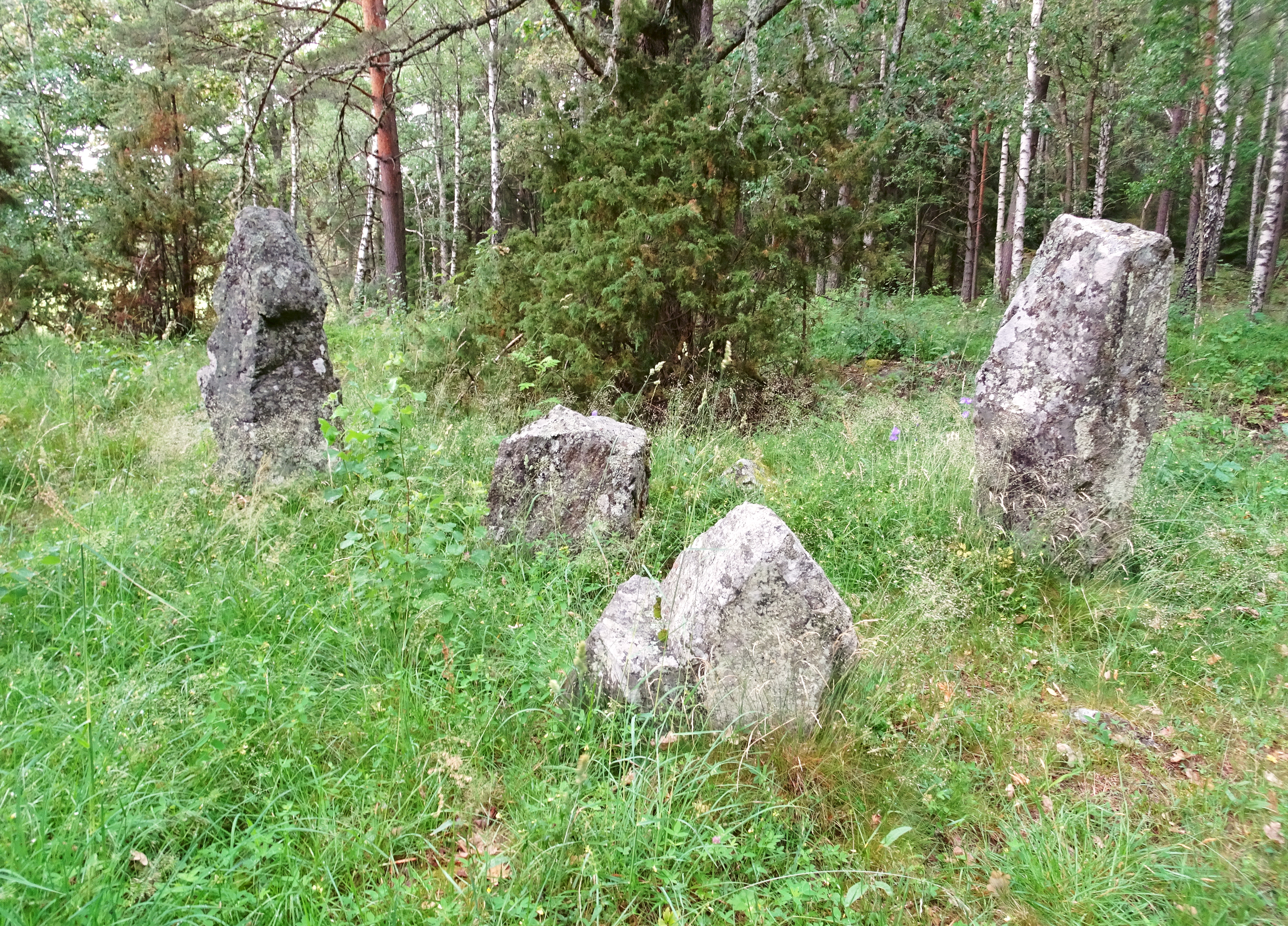